# Cruciadă în cosmos
Cruciadă în cosmos (1960) (titlu original The High Crusade) este un roman științifico-fantastic scris de Poul Anderson, care studiază consecințele aterizării unor extratereștri în Anglia medievală. Inițial, romanul a fost serializat în numerele din iulie, august și septembrie 1960 ale revistei Astounding.
Publicată în format carte de Doubleday în 1960, cartea a cunoscut numeroase reeditări în SUA: 1968, 1983, 1991, 2003 și 2010. În 1961, cartea a fost nominalizată la premiul Hugo, și a fost adaptată într-un joc de război cu același nume în 1983 de către TSR, Inc. și într-un film omonim în 1994. Anderson a scris și o continuare la acest roman, "Quest", apărută inițial în revista Ares în același număr în care a apărut jocul de război.

## Intriga
În anul 1345, în orașul englez Ansby (la nord-est de Lincolnshire), Sir Roger, Baron de Tourneville, recrutează o forță militară care să îl susțină pe regele Eduard al III-lea în Războiul de 100 de Ani împotriva Franței. Pe neașteptate, în afara orașului aterizează o navă spațială a Imperiului Wersgorix, un dominion brutal aflat la ani lumină de sistemul nostru solar. Wersgoricșii vor să cucerească Pământul, studiind posibilitatea colonizării sale, însă ei nu mai sunt familiarizați cu lupta corp la corp din cauza tehnologiilor lor avansate. Așa se face că sunt prinși cu garda jos de către englezii furioși, care cred că nava e un truc francez și ocupă nava, omorându-i toți ocupanții în afara unuia, Branithar.
Sir Roger plănuiește ca, folosind nava capturată, să mute întregul oraș în Franța, câștigând războiul, după care să plece să elibereze Țara Sfântă. Locuitorii, împreună cu toate posesiunile lor, se îmbarcă pe nava pe care - uluiți de tehnolia ei avansată - o denumesc Cruciatul și se pregătesc să plece. Incapabili să piloteze nava, englezii se trezesc că aceasta trece pe pilot automat și îi duce pe Tharixan, altă colonie a wersgoricșilor.
Cruciatului îi ia doar câteva zile ca să ajungă pe Tharixan, iar Sir Roger află despre noua lume că e slab
populată, având doar trei fortărețe: Ganturath, Stularax și Darova (fortăreața principală). Omaneii cuceresc Ganturath, dar Cruciatul este distrusă în operațiune. Zvonul despre invadatori ajunge la celelalte fortărețe, iar Sir Roger și soldații lui sunt chemați să se întâlnească cu conducătorul de pe Tharixan, Huruga. Pe perioada întâlnirii, se stabilește un armistițiu. Pentru a-i intimida pe extratereștri, Sir Roger inventează povești despre "regatul său" și despre realizările sale, printre care se număr cucerirea cetății Constantinopol. Sir Roger cere ca întregul stat wersgorix să se supună regelui Angliei. În timpul discuțiilor, baronul de Tourneville încalcă armistițiul, ordonând capturarea fortăreței Stularax dar, din nefericire, întreaga bază este distrusă de o bombă atomică. Drept răspuns, Huruga atacă Ganturath, dar pierde și este obligat să se predea.
Planul lui Sir Roger merge mai departe: odată capturată Tharixan, vrea să cucerească întregul Imperiu Wersgorix. Pentru a realiza acest lucru, cere ajutorul a trei rase subjugate de wersgori: jairii, ashenkoghlii și prʔ*tanii.
Între timp, unul dintr soldații și prietenii săi, Sir Owain Montbelle, pune la cale un plan pentru a reveni de Pământ, lucru pentru care Sir Roger și-a pierdut interesul. Cu ajutorul lui Lady Catherine, soția lui Sir Roger, Montbelle îl încolțește pe baron și îi cere să ajute oamenii din Ansby să revină pe Pământ. De Tourneville acceptă, dar îl atacă pe Sir Owain. Lady Catherine îl trădează pe Montbelle și îl ucide, dar distruge și notele care i-ar fi ajutat pe englezi să revină acasă.
Sir Roger continuă să caute să preia conducerea Imperiului Wersgor, demers în care este ajutat nu doar de speciile subjugate de wersgori, ci și de wersgorii care se revoltă împotriva conducerii lor. În final liderii religioși ai englezilor pun bazele unei noi ramuri a Bisericii Romano-Catolice.

### Prolog și epilog
La un mileniu după evenimentele principale din Cruciadă în cosmos, legătura dintre sfântul imperiu galactic fondat de Sir Roger și Pământ se reface: o navă de pe Pământ ajunge în imperiu, fiind bine-primită. În epilog se face referire la evenimentele petrecute pe Pământ după 1345, căpitanul navei pământene fiind un supus loial al Imperiului Israelit.

## Personaje
- Sir Roger de Tourneville: Roger, Baron de Tourneville, un cavaler englez fictiv care ar fi trăit în Ansby, Lincolnshire. Se oferă voluntar să ridice o armată în sprijinul regelui Eduard al III-lea al Angliei în Războiul de 100 de Ani împotriva Franței. Soția sa este Lady Catherine.
- Lady Catherine
- Fratele Parvus, povestitorul Cruciadei în cosmos
- Sir Owain Montbelle
- John Hameward-cel-Roșu, un soldat al lui de Tourneville
- Sir Brian Fitz-William, un cavaler al lui de Tourneville
- Alfred Edgarson, un soldat al lui de Tourneville
- Thomas Bullard, un soldat al lui de Tourneville
- Branithar
- Chief ("Grath") Huruga
- Hubert Chiorul
- "Ethelbert", al Treilea Maestru al Oului din Stupul de Nord-Vest

## Ecranizare
Cruciadă în cosmos (High Crusade – Frikassee im Weltraum) a fost ecranizat în 1994 în regia lui Klaus Knoesel și Holger Neuhäuser, producători fiind Roland Emmerich, Ute Emmerich și Thomas Wöbke.
Filmul diferă de roman în multe aspecte, fiind scrisă într-un stil comic. Nava-cercetaș care poată cavalerii englezi aterizează pe o bază wesgorixă izolată și, după ce se luptă cu micul batalion cantonat acolo, revine pe Pământ. Din distribuție au făcut parte John Rhys-Davies - fratele Parvus, Rick Overton - Sir Roger de Tourneville, Catherine Punch ‒ Lady Catherine, Patrick Brymer ‒ John Hameward-cel-Roșu, Debbie Lee Carrington ‒ Branithar, Rinaldo Talamonti ‒ Huruga și Holger Neuhäuser ‒ Hubert Chiorul.